# Stanisław Misakowski

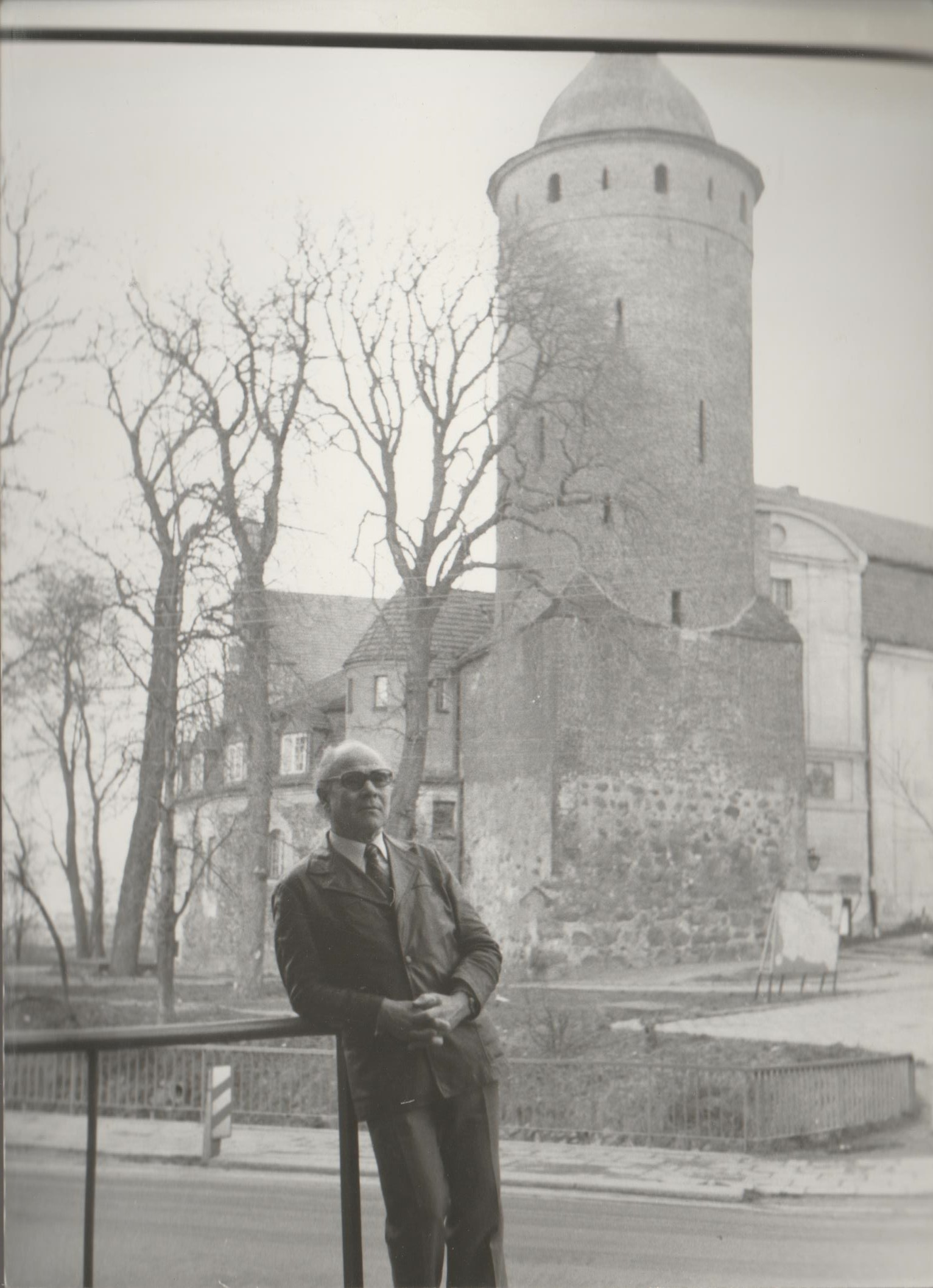
Stanisław Misakowski przed Zamkiem w Świdwinie, listopad 1977 r.

Stanisław Misakowski (ur. jako Władimir Fieofanowicz Diemianok, 8 maja 1917 w siole Nowowozniesienskoje, chersońskiej guberni na Ukrainie, zm. 9 lipca 1996 w Żyrardowie) – polski poeta pochodzenia ukraińskiego, prozaik, dramaturg, działacz kultury.
Ukończył Wyższą Szkołę Rolniczą w Stawropolu (Stawropolski Sielskochaziajstwiennyj Institut) w 1939 roku. W czasie wojny przebywał na robotach przymusowych w Niemczech. Po wojnie znalazł się w nowych granicach Polski. Na początku przebywał na Lubelszczyźnie, następnie wyjechał na Pomorze. Mieszkał kolejno w Kołaczu pod Połczynem Zdrojem, w Świdwinie i w Słupsku. W 1986 przeniósł się do Żyrardowa.
W latach 1964–1968 Stanisław Misakowski przyczynił się do odbudowy z ruin czternastowiecznego gotycko-barokowego zamku w Świdwinie. Został kierownikiem Wydziału Kultury i Sztuki Prezydium PRN w Świdwinie. Był inicjatorem i organizatorem ogólnopolskich imprez kulturalnych, m.in.: 
- Krajowej Inauguracji Roku Kultury w Świdwinie (1968).

- Ogólnopolskiego Festiwalu Muzyki i Piosenki Żołnierskiej w Połczynie Zdroju, /festiwal ten stał się zalążkiem Kołobrzeskiego Festiwalu Piosenki Żołnierskiej i Połczyńskiego Festiwalu Zespołów Artystycznych/ (1967).

- Ogólnopolskiego przeglądu filmów Świdwińskie Noce Filmowe (1970).

- Ogólnopolskiego Konkursu Poetyckiego im. Jana Śpiewaka (1970), który od roku 2014 nosi nazwę Ogólnopolski Konkurs Poetycki im. Jana Śpiewaka i Anny Kamieńskiej,
- Pomorskich Dni Literatury.

Od 1964 był członkiem Związku Literatów Polskich, (czł. ZG 1980-1983, założycielem i prezesem Oddziału w Słupsku w latach 1980-1983). W 1969 został prezesem powołanej do życia grupy twórczej "Baszta", skupiającej poetów, plastyków i fotografików. Od 1980 był członkiem Stowarzyszenia Autorów ZAiKS. W 1978 został wpisany w poczet The International Academy of Poets (Cambridge, England), w 1980 w Science Fiction Poetry Association. Otrzymał wiele nagród i wyróżnień: Nagroda Województwa Koszalińskiego 1974, Nagroda tygodnika Fakty 1978, Odznaka "Zasłużony Popularyzator Wiedzy", Honorowy Obywatel Zamku Świdwińskiego. 

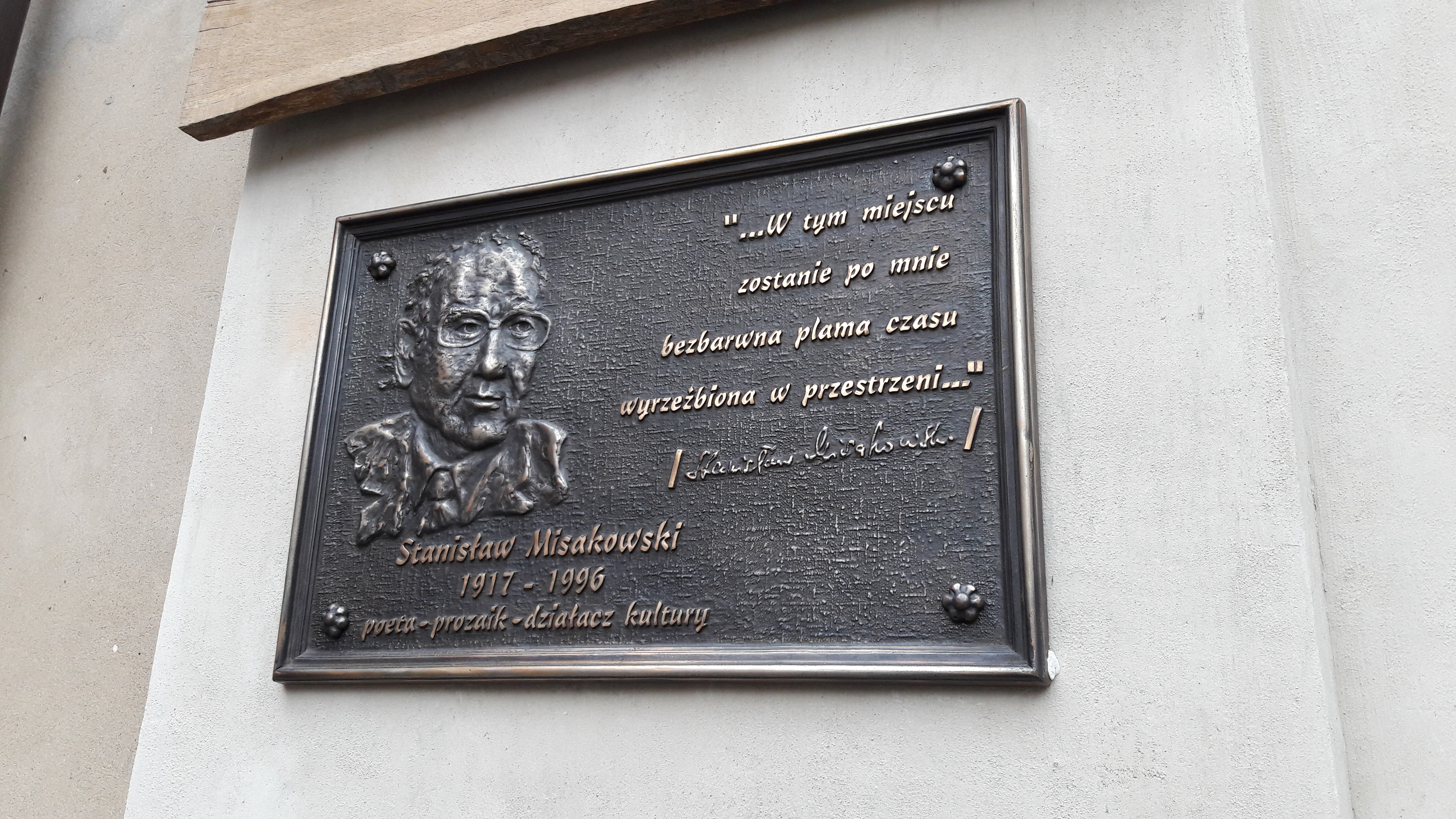
Tablica upamiętniająca Stanisława Misakowskiego na Zamku w Świdwinie, fot. Wiktor Misakowski

Jako poeta zadebiutował w 1938 roku na łamach prasy radzieckiej, w roku 1956 w prasie polskiej. Pozostawił po sobie wiersze, prozę i dramat. Napisał kilkanaście zbiorów poetyckich, był tłumaczony na kilka języków, w tym na niemiecki (poemat Sydonia) oraz rosyjski (Nie powiedziałem, Я не сказал – wybór wierszy z lat 1957-1990 w tłumaczeniu na rosyjski Andrieja Bazylewskiego, Вахазар (1992) oraz Zmarznięta ziemia, Замерзшая земля - wybór utworów z lat 1959-1996 w tłumaczeniu na rosyjski Andrieja Bazylewskiego, Wydawnictwo Adam Marszałek, Toruń 2004, Wydawnictwo Вахазар, Moskwa 2004). Ostatnie lata życia poświęcił na pisanie wspomnień pod tytułem WFD, czyli człowiek, który nie wie kim jest, wydanych przez Wydawnictwo Adam Marszałek w 2017 roku. 
Stanisław Misakowski zmarł w wieku 79 lat po kilkumiesięcznej chorobie. Został pochowany na Cmentarzu Parafialnym w Żyrardowie. Od 2004 roku jedna z ulic w Żyrardowie nosi jego imię. 
Uchwałą Nr XXXII/259/17 z dnia 27 września 2017 roku Rada Miasta Świdwin nadała Stanisławowi Misakowskiemu "za wybitne zasługi dla miasta Świdwin w dowód uznania za wkład w rozwój i sławę" tytuł "Honorowy Obywatel Miasta Świdwin". W tym samym roku została odsłonięta na Zamku w Świdwinie pamiątkowa tablica upamiętniająca Stanisława Misakowskiego, poetę - pisarza - działacza kultury.

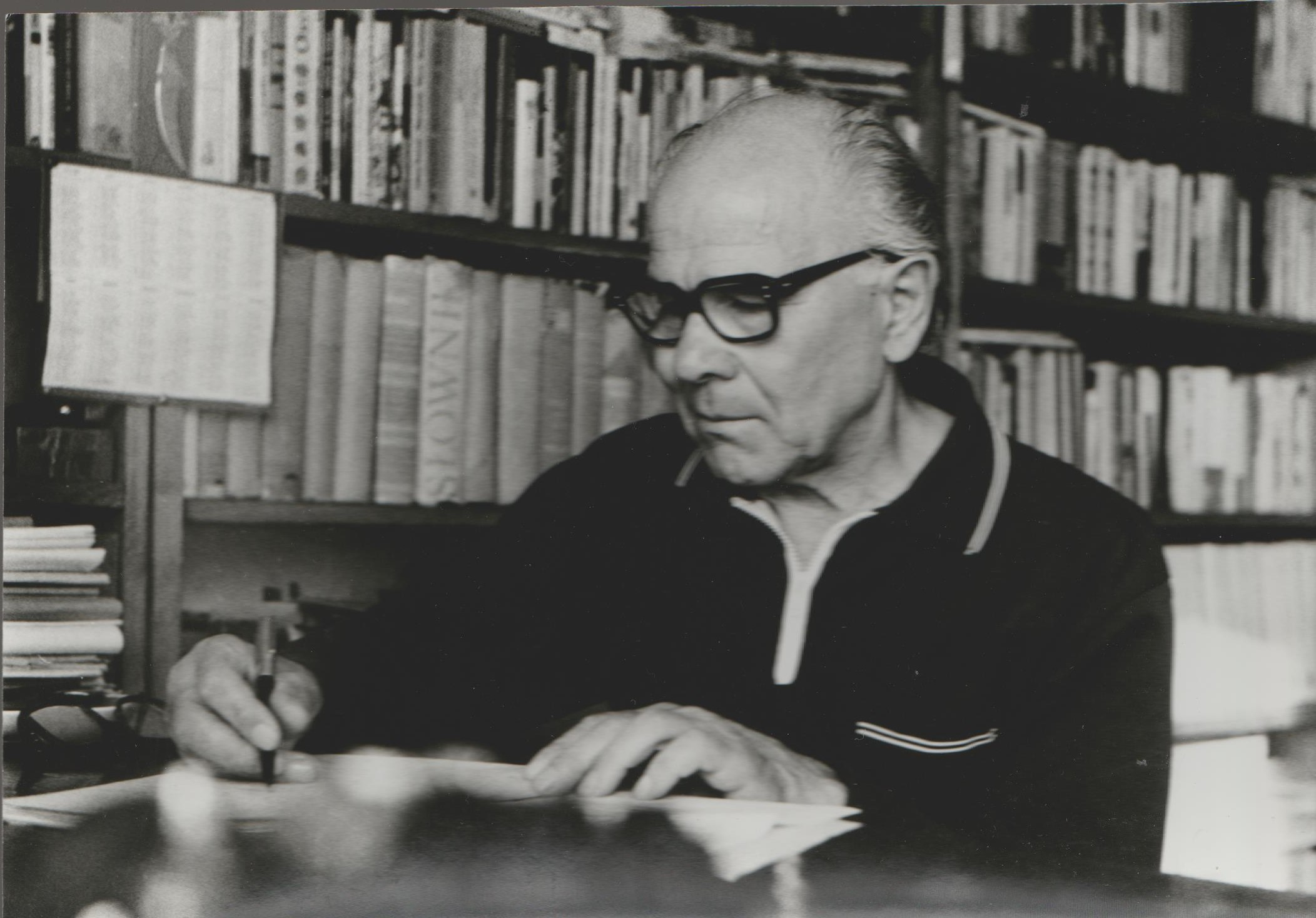
Stanisław Misakowski w swoim mieszkaniu w Słupsku, lata 80.

Na Zamku w Świdwinie co roku odbywa się finał Konkursu Poetyckiego im. Stanisława Misakowskiego "O złoty Gont".

## Twórczość
- Kiedy nadchodzi noc (poezje), Wydawnictwo Poznańskie, Poznań 1963.
- Jest taki świat (poezje), Iskry, Warszawa 1964.
- Sydonia (poemat historyczny), Wydawnictwo Poznańskie, Poznań 1970.
- Sydonia, wydanie II, Poznań 1978.
- Do utraty snu, Wydawnictwo Morskie, Gdańsk 1971.
- Dwa okna, Wydawnictwo Poznańskie, Poznań 1972.
- Mój stary dobry świat (miniatury prozatorskie), Wydawnictwo Poznańskie, Poznań 1973.
- List (poezje), Ludowa Spółdzielnia Wydawnicza, Warszawa 1975.
- Gdziekolwiek z dala od świata (wiersze, proza poetycka), Wydawnictwo Poznańskie, Poznań 1976.
- Hołobie (poezje), Spółdzielnia Wydawnicza „Czytelnik”, Warszawa 1978.

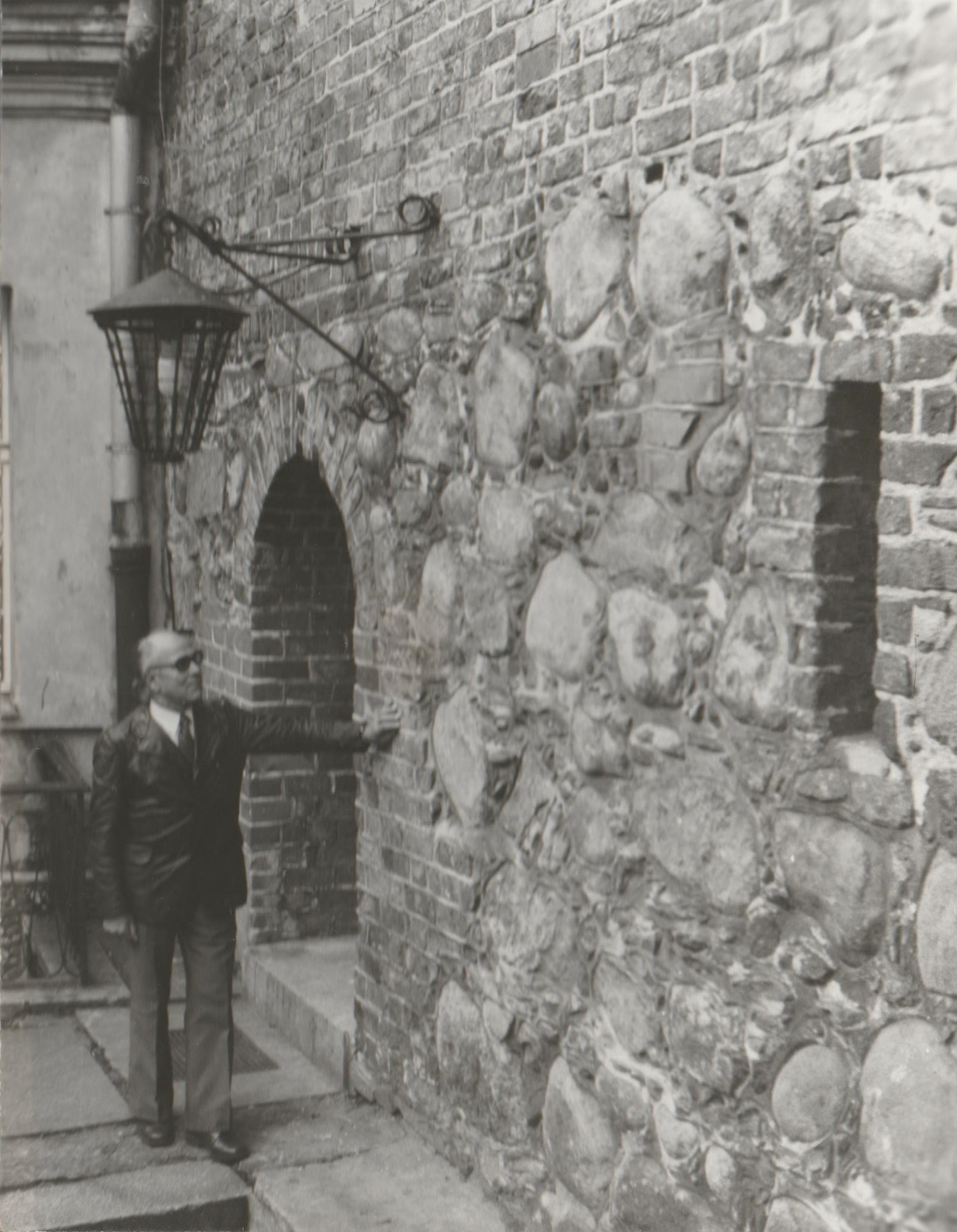
Stanisław Misakowski na dziedzińcu Zamku w Świdwinie, listopad 1977 rok.

- Stanisław Misakowski na dziedzińcu Zamku w Świdwinie, listopad 1977 rok.Poezje Wybrane, seria Biblioteka Poetów, Ludowa Spółdzielnia Wydawnicza, Warszawa 1980.
- Poezje (wybór wierszy i prozy poetyckiej), Wydawnictwo Poznańskie, Poznań 1979.
- Ku tobie ciągną moje drzewa (poezje), Młodzieżowa Agencja Wydawnicza, Warszawa 1980.
- Nie ma wyboru (poezje), Państwowy Instytut Wydawniczy, Warszawa 1980.
- Zaświat (dramat), Ministerstwo Kultury i Sztuki, Warszawa 1980.
- Przybysze (dramat), 1982
- Trzy chwile (poezje), Wydawnictwo Literackie, Kraków 1983.
- Żarna (poezje), Wydawnictwo Poznańskie, Poznań 1985.
- Gdy wychodzisz z domu, (wiersze, proza poetycka), Wydawnictwo Miniatura s-ka z o.o., Kraków 1990.
- Nie powiedziałem, Я не сказал (poezja i proza poetycka z lat 1957-1990, wybór i przekład A. Bazylewskij), Wydawnictwo Вахазар, Moskwa 1992.
- To, czego nie ma (poezje, proza poetycka), Państwowy Instytut Wydawniczy, Warszawa 1994.
- Zmarznięta Ziemia, Замерзшая земля, seria Polsko - Rosyjska Biblioteka Poetycka, przekład na rosyjski A. Bazylewskij), Wydawnictwo Adam Marszałek, Toruń 2004, Wydawnictwo Вахазар, Moskwa 2004.
- WFD czyli człowiek, który sam nie wie, kim jest, Wydawnictwo Adam Marszałek, Toruń 2017.